# Bize (mitologia)
Nella mitologia greca, Bize era il nome di una delle figlie di Erasino.

## Il mito
Erasino, una delle divinità minori dell'antica Grecia, un dio fluviale ebbe una figlia tale Bize, che una volta cresciuta fu ben felice di ospitare in casa sua, che si trovava ad Argo, Britomarti, una ninfa che stava fuggendo dall'amore di Minosse re di Creta. La donna dopo quella sosta riprese la sua tragica fuga ringraziando Bize.

### Moderna
- Anna Ferrari, Dizionario di mitologia, Litopres, UTET, 2006, ISBN 88-02-07481-X.
- Anna Maria Carassiti, Dizionario di mitologia classica, Roma, Newton, 2005, ISBN 88-8289-539-4.